# ذات آدمی (فیلم)
ذات آدمی (به انگلیسی: Human Nature) فیلمی کمدی درام به نویسندگی چارلی کافمن و کارگردانی میشل گوندری با بازی پاتریشا آرکت است. این فیلم اولین کارگردانی گوندری بود.